# Pericyma yendola
Pericyma yendola är en fjärilsart som beskrevs av Swinhoe 1891. Pericyma yendola ingår i släktet Pericyma och familjen nattflyn. Inga underarter finns listade i Catalogue of Life.